# Ramón Valls Figuerola
Ramón Valls Figuerola (Ibi, c. 1912 - Ceuta, 18 d'agost de 1944) fou un polític comunista valencià, afusellat víctima de la repressió durant la dictadura franquista.
Mecànic ajustador a Ibi, en produir-se el cop d'estat de juliol de 1936 que va donar lloc a la Guerra Civil, es va incorporar l'Exèrcit Popular de la República. Al final de la contesa, va aconseguir arribar al port d'Alacant, sent un dels milers de refugiats que aconsegueixen sortir del mateix camí de l'exili en el carguer Stanbrook. Va desembarcar a Orà (Algèria), però aviat es va traslladar a Casablanca (Marroc), on es va unir al grup antifranquista, Unió Nacional Antifeixista (UNA). A l'inici de 1940, es va traslladar a Tànger per activar l'UNA. Després va marxar a Ceuta, on va ser detingut el 1941 al costat dels també resistents antifranquistes alacantins José Congost Pla i Antonio Reinares Mentola. Allí va ser sotmès a un consell de guerra que el va condemnar a pena de mort. La seua esposa, Ángela Barracera, va ser sotmesa a tortures i empresonada al no revelar el lloc on es trobava. La filla de tots dos, Odessa Valls, que era una nounada, va ser batejada en contra de la voluntat dels seus pares per membres de Falange que la van vestir amb camisa blava per a l'acte religiós, canviant-li el nom d'Odessa pel de María.
Després de romandre pres en el fort d'El Hacho tres anys, va ser executat a l'agost de 1944 i enterrat en una fossa comuna. El 1949, companys del mort van treure les seues restes i els van enterrar en un nínxol de la localitat de Ceuta, juntament amb Congost i Reinares que també havien estat afusellats. La seua família va ser informada poc després de la mort en assenyalar-li que havia mort d'una hemorràgia interna, però molts anys més tard van saber per la premsa que havia estat executat. La seua filla va poder localitzar les seues restes en 2011.